# Bomba z gwoździami

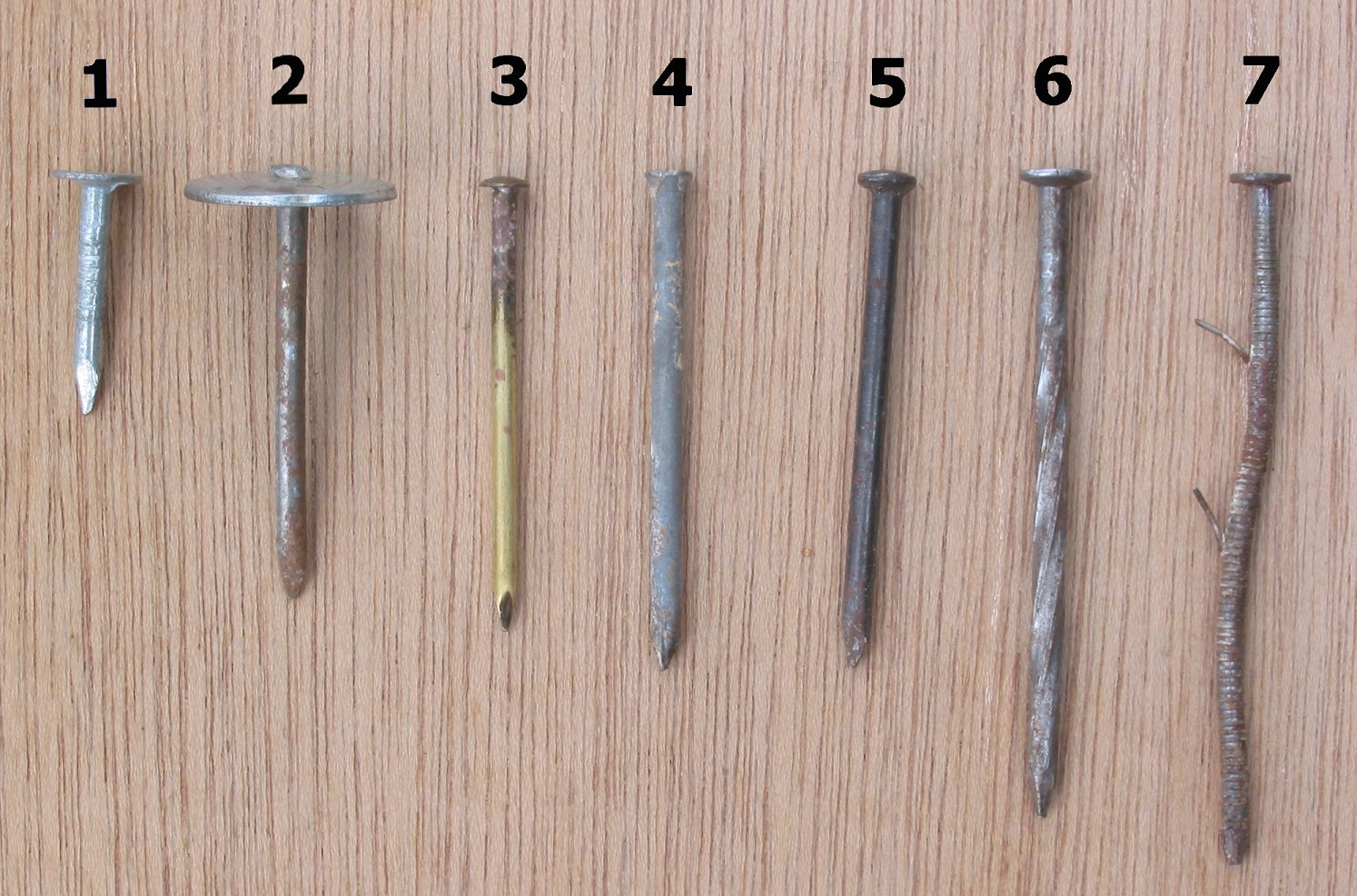
Różne rodzaje gwoździ

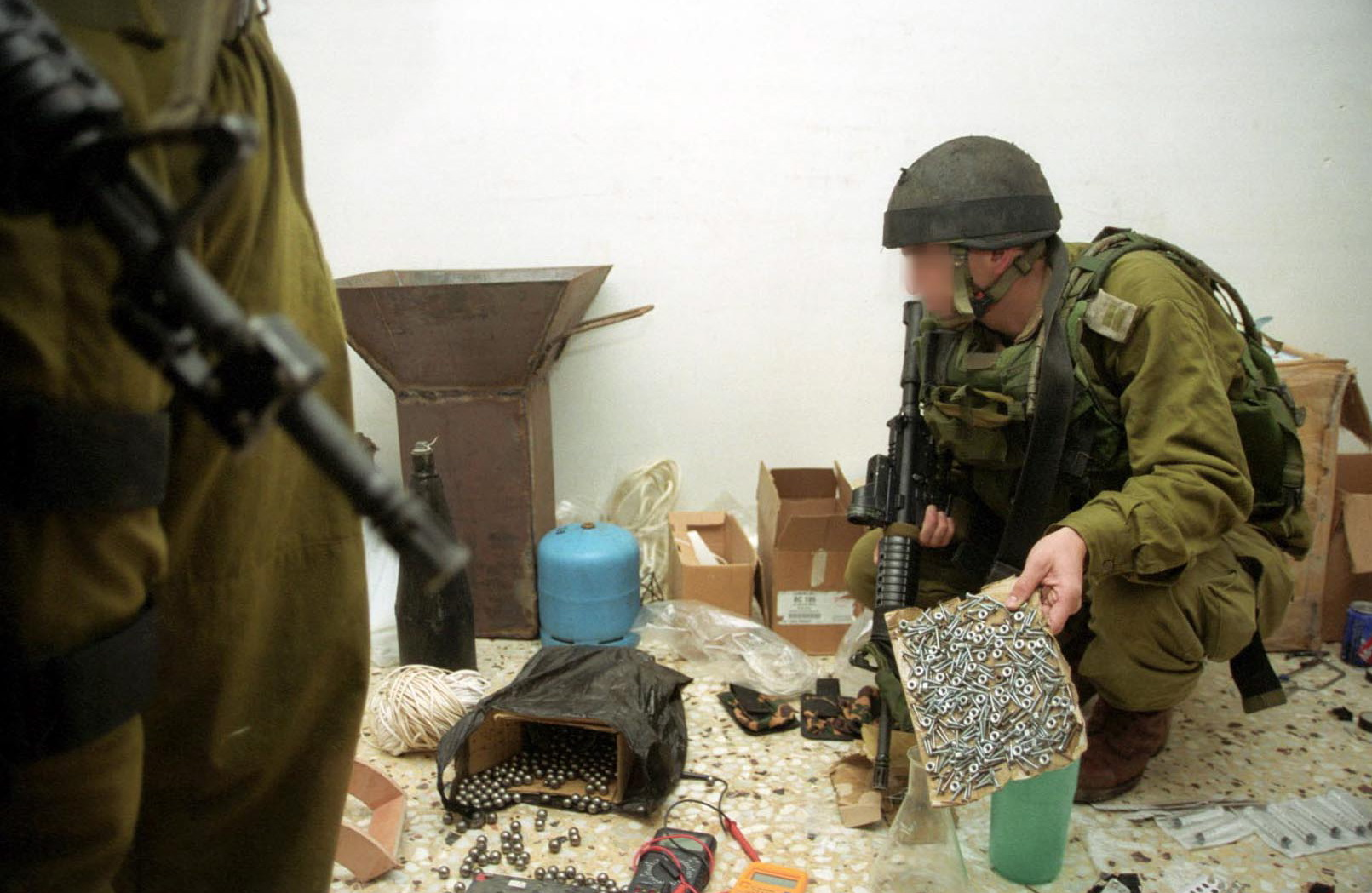
Żołnierz Sił Obronnych Izraela pokazuje różne rodzaje szrapneli znalezione w palestyńskiej fabryce zbrojeniowej w Nablusie (2002)

Bomba z gwoździami – improwizowana bomba zawierająca gwoździe, która zwiększa swoją skuteczność w zabijaniu i ranieniu ofiar zamachu. 
Gwoździe umieszczone razem z materiałem wybuchowym działają jak odłamki, co powoduje większą liczbę obrażeń na przykład w tłumie ludzi, niż sam materiał wybuchowy. W tego rodzaju bombie oprócz gwoździ wykorzystuje się także kawałki szrapneli takie jak stalowe kulki, główki gwoździ, śruby, igły oraz inne małe metalowe przedmioty, aby w wyniku wybuchu stworzyć większy promień zniszczenia.
Bomby z gwoździami są często używane przez terrorystów, w tym przez zamachowców-samobójców, gdyż ich detonacja w zatłoczonych miejscach powoduje większą liczbę ofiar. Badacz materiałów wybuchowych Jimmie Oxley z University of Rhode Island stwierdził, że sam materiał wybuchowy porusza się w zakresie od 1 do 8 lub 9 kilometrów na sekundę, i że z taką samą prędkością pocisk przemieszcza się przez materiał, jednak odłamki, które wyrzuca, nie poruszają się już tak szybko. Oxley dodał, że siła wybuchu może przyspieszyć kawałki metalu powyżej 1 kilometra na sekundę, czyli szybciej niż przeciętny pocisk i że można być wystarczająco daleko od wybuchu, aby być bezpiecznym przed falą ciśnienia, ale odłamki są znacznie bardziej niebezpieczne, bo lecą dalej i są mniej przewidywalne.